# Tilloy-lès-Conty
Tilloy-lès-Conty korábbi község Franciaországban, Somme megyében. Lakosainak száma 245 fő (2018. január 1.).
2019. január 1-jén Loeuilly és Neuville-lès-Loeuilly korábbi községgel egyesült és az így létrejött Ô-de-Selle új község része lett.

## Népesség
A település népessége az elmúlt években az alábbi módon változott:
| Lakosok száma | 265  | 259  | 253  | 247  | 245  |
|               | 2013 | 2015 | 2016 | 2017 | 2018 |